# Моджтаба Хаменеи
Сейе́д Моджтаба Хосейни́ Хаменеи́ (перс. سید مجتبی حسینی خامنه‌ای‎, род. 8 сентября 1969, Мешхед) — иранское духовное лицо, влиятельный государственный деятель страны. Сын Али Хаменеи, Высшего руководителя (Рахбара) Ирана. По одной из версий, вероятный преемник на должность следующего главы государства.

## Биография
Родился в 1969 году в Мешхеде (остан Хорасан-Резави) вторым ребёнком в семье будущего лидера Ирана Али Хаменеи. После окончания школы, изучал богословие. Среди его первых учителей был Аятолла Сайед Махмуд Хашеми Шаруди, а также собственный отец. В 1999 году продолжил своё обучение в религиозном центре священного для шиитов города Кум, после чего стал клириком. Его учителями там были такие богословы как Месбах Йазди, Аятолла Лотфола Сафи Гольпайегани и Мохаммад Багер Хазари.

## Политическая активность и влияние
В настоящее время Моджтаба преподает богословие в религиозном центре города Кум. Являлся последовательным сторонником бывшего президента Ирана Махмуда Ахмадинежада, поддержал его на выборах 2005 и 2009 годов. Влияние последнего на дела страны пытался ослабить его отец, рахбар Ирана Али Хаменеи. По данным одного из источников, в связи с этим расхождением Моджтаба был якобы замешан в покушении на верховного лидера страны, из-за подозрений был арестован. После того как в 2013 году Ахмадинежад обвинил его в хищении государственных средств, аналитики стали говорить о конце их политического союза.
По мнению многих исследователей современного Ирана, Моджтаба «сыграл немалую роль» в электоральной победе Ахмадинежада и даже стоял за решительным разгоном протестов в июне 2009 года. Существует также версия о том, что сын рахбара напрямую руководит сыгравшими немалую роль в усмирении протестных настроений летом 2009 года басиджами, добровольной милицией, формально подчиненной Корпусу Стражей Исламской революции.
По многим сообщениям прессы, Моджтаба имеет сильное влияние на своего отца и является одним из его вероятных преемников. Однако не все согласны с этой версией, в силу того, что по Конституции Ирана должность Высшего руководителя (Рахбара) не является наследственной. Это выборная должность, нового рахбара избирает Совет экспертов и передать её по наследству не представляется возможным. Более того, эксперты отмечают, что «Моджтаба не продемонстрировал своё умение идти сильным, независимым путём» и, несмотря на то, что он является шиитским священнослужителем, необходимым богословским статусом для становления рахбаром, никоим образом не обладает. Многие консерваторы, включая высшую иерархию КСИР поддерживают Моджтабу, оппонируя реформаторам, которые могли бы поспорить с финансовой политикой страны и оспорить целесообразность выделения консерваторами миллиардов долларов для поддержания своей региональной политической линии. Тем не менее, многие считают, что религиозного и политического статуса сына нынешнего рахбара достаточно для того, чтобы он однажды провозгласил его своим наследником.

## Личная жизнь
Женат на дочери Голям-Али Аделя, бывшего председателя Меджлиса Ирана. По одним из данных, опубликованных в Wikileaks, у Моджтабы в 2007 году родился сын, которого назвали Али.